# Jesse James (actor)
Jesse James (n. 14 septembrie 1989, Palm Springs⁠(d), California, SUA) este un actor american.

## Filmografie

### Film
- As Good as It Gets (1997) – Spencer Connelly
- Gods and Monsters (1998) – Michael Boone
- The Gingerbread Man (1998) – Jeff
- Puppies for Sale (1998) – Customer
- Sorrow's Child (1998) – Matt
- Message in a Bottle (1999) – Jason Osborne
- A Dog of Flanders (1999) – Young Nello
- Hanging Up (2000) – Jesse Marks
- Bailey's Mistake (2001, TV) – Dylan Donovan
- Blow (2001) – Young George Jung
- Pearl Harbor (2001) – Young Rafe McCawley
- Fear of the Dark (2002) – Ryan Billings
- Slap Her... She's French (2002) – Randolph Grady
- The Butterfly Effect (2004) – Tommy Miller at 13
- The Amityville Horror (2005) – Billy Lutz
- The Darkroom (2006) – J-Dawg
- The Flyboys (2008) – Jason McIntyre
- Jumper (2008) – young Mark Kobold
- Bones (2010) – Derrick Scott
- Exodus Fall (2010) – Kenneth Minor
- The Last Ride (2012) – Silas
- Hickory Nation (2012)
- Dead Souls (2012) - Johnny Petrie
- Wishin' and Hopin' (2014) - Chino
- The Lucky Man (2018) - Rev. Johnny Jones

### TV
- Walker, Texas Ranger ("Last of The Breed", parts 1 and 2, 1997) – Jebb Wilson
- ER ("Good Luck, Ruth Johnson", 1998) – Wilson Geary
- The X-Files ("The Unnatural", 1999) – Poor boy
- The Wild Thornberrys ("Chimp Off the Old Block", 1999) – Gola
- Angel ("I've Got You Under My Skin", 2000) – Ryan
- Felicity ("Party Lines", 2000) – Stephen
- Chicago Hope ("Hopes of You", 2000) – Dustin Moss
- Family Law ("Celano v. Foster", 2002) – Jake Shaw
- Monk ("Mr. Monk and the Captain's Wife", 2004) – Jared Stottlemeyer
- Veronica Mars ("Papa's Cabin", 2007) – J.D. Sansone
- In Plain Sight ("A Stand-Up Triple", 2009) – Tripp Sullivan
- The Mentalist ("Red Menace", 2009) – Lucas Hodge
- Mad Men (The Doorway, part 2, 2013) - Zal